# Macrocyclops signatus
Macrocyclops signatus – gatunek widłonoga z rodziny Cyclopidae. Nazwa naukowa tego gatunku skorupiaków została opublikowana w 1841 roku przez niemieckiego przyrodnika Carla Ludwiga Kocha.